# 萩原めぐ
萩原 めぐ（はぎわら めぐ、1985年7月2日 - ）は、日本の元AV女優。
荻原めぐ、萩原かなえ名義でも作品を出している。

## 略歴
2004年にAVデビューする。2005年をもって引退した。

## 出演作品
2004年
- 本当にあった呪いのエロビデオ（9月23日、
ナチュラルハイ）オムニバス作品
- 巨乳家政婦 〜中出し奉仕〜（10月15日、タカラ映像）
- ぽちゃぽちゃムチムチブルンブルン（10月23日、グローリークエスト）共演:弐岡カオル
- 放課後レズレッスン2（11月4日、ハンドメイドヒョジン）共演:橘真央
- 女流漫画家はどぎついエロがすきなのだ（11月12日、LEO）オムニバス作品
- 巨乳奉仕 すべてのオッパイ好きに捧ぐ（11月15日、MOODYZ）共演:大沢莉央、渡瀬澪
- 女子高生に中出し（11月19日、タカラ映像）他出演:宮地奈々、海老名のぞみ
- 女子校生 制服騎乗（11月19日、クリスタル映像）他出演:明乃夕奈、水来亜矢、風間ゆず、美咲楓、YUMI
- 素人コギャルHEAVEN（12月24日、おかず。）他出演:水沢リョウ、大城ありす、柴崎瞳

2005年
- 美乳チアリーダー（1月6日、ディープス）
- ぼくのナースエンジェル（1月14日、LEO）他出演:小泉亜子、中山千秋、赤沢リカコ、咲もも菜
- 森川流 未公開レズ接吻コレクション（1月20日、ハンドメイドビジョン）共演:橘真央、他出演:三上翔子、吉沢ミズキ、朝倉なほ（早乙女みなき）、川村美咲、黒崎扇菜、水沢ほたる　他
- おっぱいぷるるんロリ眼鏡（2月1日、ワンズファクトリー）
- 業界初! 携帯ムービーでAV撮りました!（2月15日（レンタル）／3月25日（セル）、ビッグモーカル）
- 裸マフラー（3月1日、ワンズファクトリ）オムニバス作品
- 童貞の僕がいとこの巨乳三姉妹の家に居候した。パート1（3月4日、V&Rプロダクツ）共演:友田真希、斉藤りの
- おっぱいギャル喰い込みマンコ（4月1日、ワンズファクトリ）オムニバス作品
- Gカップミニスカ学園 巨乳女子校生ぷるるん授業（4月15日（レンタル）／5月27日（セル）、ビッグモーカル）他出演:相沢ひかる、芹沢みう、松坂樹梨、酒井るんな、RIRICO
- 演出なし! 自分の部屋でいつものオナニー（4月21日、V&Rプロダクツ）他出演:小泉キキ、安堂結衣、愛乃彩音、藤沢美々
- Boin Switch! 巨乳4時間撮り下ろし!!（4月22日、ビッグモーカル）オムニバス作品
- B.O.I.N・1（4月22日、D3）オムニバス作品
- 素人コギャルHEAVEN 4時間（4月22日、ケイ・エム・プロデュース）他多数出演
- 巨乳女狩り 10（4月22日、クリスタル映像）オムニバス作品
- コスプレ占い2005（4月27日、LEO）
- 新ひとり暮らしっ娘 12 －素顔－（4月28日、桃太郎映像出版）
- 素人コギャルHEAVEN 4（4月29日、おかず。）オムニバス作品
- 美人ナースのSEXファイル2　-巨乳編-（4月29日、うまなみ。）他出演:中野千夏、早坂まゆみ、秋川りお、奥菜つばさ、明乃夕奈、雨宮ラム、
- Yシャツっ娘（5月1日、ワンズファクトリ）他出演:天衣みつ、星野まりん、白鳥あきら、乃亜、平沢里菜子、中原このみ
- 萩原めぐの巨乳ぷるるんクッキング（5月4日、ディープス）
- 女子校生 変態羞恥SM（5月13日、カルマ）他出演:竹中すみれ
- Boin Body!! 2（5月13日、デジタルバンク）オムニバス作品
- 素人専門 1 Dカップ（5月14日、素人専門屋）
- 巨乳女狩り 21（5月14日、クリスタル映像）他出演:佐々木美羽、HINAKO、青山遥、大川ゆうり、夏木まいむ
- 中にどぴゅっとね!（5月19日、V&Rプロダクツ）
- ギャルまんちょ（5月19日、ドグマ）他出演:矢田あゆみ
- 萌えコス。［ネコ耳］〜ウエイトレス〜（5月20日、タカラ映像）
- 萌えっ娘ソープ（5月20日、イマージュ）他出演:吹石恵
- 巨乳女子校生狩り 2（5月27日、うまなみ。）…共演:青木美和、他出演:奥菜つばさ、秋川りお、明乃夕奈、早坂まゆみ、雨宮ラム
- プライベートシャメ 素人娘自宅ガサ入れ めぐちゃん 19才（5月30日、写女）
- めぐミルク（6月10日、LEO）
- 萩原めぐのG-Cupを4時間見てください!（6月13日、マルクス兄弟）
- ハイパーマジックミラー号 2005渋谷 逆ナンパ編（6月16日、ディープス）共演:森原リコ、国分まこ、水沢ダイヤ
- ボクの新妻は巨乳で裸エプロンでメガネっ娘。（6月17日、ゴーゴーズ）
- 素人専門屋 巨乳専門DVD 1（6月23日、素人専門屋）
- OLリモコンバイブ野外研修（6月24日、笠倉出版社）オムニバス作品
- 集団痴女コギャル 完全版（6月24日、ケイ・エム・プロデュース）共演:水沢ダイア、柳瀬遥、橘利美、RENA　他
- 中出○巨乳学園（6月24日、ロイヤルアート）オムニバス作品
- むっちんプリン2（7月1日、ワンズファクトリー）共演:RIRICO
- 萩原めぐ完全攻略ガイド（7月7日、インパクトアイズ）
- 発情中出し痴女（7月8日、タカラ映像）他出演:小峰由衣、水城梓
- デジタルコカン（7月13日、マルクス兄弟）
- ボディHEAT 2（7月16日、Fan）他出演:中野千夏、真咲菜々、緒川さら、廣瀬ミナ、卯月真奈美
- 乳いぢり（7月22日、GLAY'z）
- 19歳（7月29日、芳友舎）
- 素人ビキニ巨乳 5（7月29日、プラチナソフト）オムニバス作品
- 微・女子校生 2（7月29日、ロイヤルアート）オムニバス作品
- 巨乳ギャルペット（8月1日、ワンズファクトリー）
- もも〜ぜおっぱい!!（8月5日、イエロー）
- Sea★Gal's 2 小麦色の天使（8月10日、ドリームチケット）他出演:水城梓、城崎めぐ
- 家庭教師は女子大生Special 10（8月19日、クリスタル映像）他出演:奥菜つばさ、小峰由衣、早坂まゆみ、森下理音 他多数
- 爆乳徹底解剖（8月20日、プラネット53）
- 痴女ホテル（8月20日、イマージュ）共演:甘味いちご、星月まゆら、星野つぐみ、七海ここな、橘真央、RIRICO、森田りこ、吹石恵、みずなあんり 他
- せーふく中出し 5 めぐ（8月24日、ストレイキャット）
- 夏生! ビキニギャルズ!（8月26日、おかず。）他出演:金城美麗（REINA）、柳瀬遥、早乙女みなき
- 素人コギャルHEAVEN 4時間 2（8月26日、おかず。）『素人コギャルHEAVEN』のセルDVD化作品、他出演:柳瀬遥、松岡理穂、長瀬あずさ、愛内萌、いく、レイナ、滝井エリナ、千乃エリカ、進藤理沙、水沢ダイア、波崎美憂
- 雌女anthology #022 女の口は嘘をつく。（9月1日、アウダースジャパン）
- エロメガネ（9月1日、ワンズファクトリー）他出演:紅音ほたる、高木千花、坂下麻衣、松岡理穂、松浦美和、松島やや、紗月結花
- 監禁女子校生ナマ中出しスペシャル（9月13日、マルクス兄弟）他出演:藍山みなみ、星野つぐみ、川村美咲
- サーファーギャルズ 2（9月20日、イマージュ）共演:RIRICO
- エロランジェリーTVショッピング（9月20日、ネクストイレブン）共演:甘味いちご、星月まゆら、七海ここな、橘真央、RIRICO、星野つぐみ、吹石恵、森田りこ、みずなあんり
- 荻原めぐ（9月21日、ビデオバンク）
- 全国出張ファン感謝祭 埼玉県所沢市編（9月22日、SODクリエイト）共演:菊原まどか
- お姉さん黒Stocking（9月23日、笠倉出版社）他出演:菊原まどか、白鳥あきら、あずさ、RIRICO、夢咲こよい
- THE BODY HEAT（9月23日、クリスタル映像）他出演:森下理音、浅見怜、田中春奈、HINAKO、宮内こころ、芹沢みう、中野千夏、真咲菜々、緒川さら、廣瀬ミナ、卯月真奈美
- ギャル★レボ VOL.1 メグ 19歳（9月26日、COCOMOCO17）
- 僕、専用。［Z］キミはボクの専属ペット。09（9月30日、ゴーゴーズ）
- 巨乳痴女ホメ殺し（10月5日、ワープエンタテインメント）
- 痴女★校生 2 [オトナを手玉にとるコドモ]（10月10日、ドリームチケット）他出演:愛乃ララ、さくら葵
- 海水浴場で島SHIMANCHU人を巨乳ビキニ隊が逆ナンパ!! 2（10月15日、アレックス）共演:七海ここな、森田りこ
- PRIVATE プライベート（10月14日、オブテイン・フューチャー）
- 素人倶楽部 爆乳ガングロギャル女優（10月14日、素人倶楽部）
- THE KING GAME（10月15日、アレックス）共演:甘味いちご、星月まゆら、七海ここな、橘真央、RIRICO、星野つぐみ、吹石恵、森田りこ、みずなあんり
- 女子校生 25人 残酷リンチ（10月20日、アイエナジー）他24名出演
- 念願の○○になった! ゴルフレッスンプロ編 〜女子大生10人! ミニスカめくってナイスショット。〜（10月20日、V&Rプロダクツ）他9名共演
- リアル・スペクタクル 7（10月21日、オブテイン・フューチャー）
- 夏生！ビキニギャルズ! 4時間 -ザーメンスコールSPECIAL-（10月21日、おかず。）『夏生!ビキニギャルズ!』のセルDVD化作品、他出演:麻布麗、青山遥、楓アイル、愛乃ララ、菅野亜梨沙、ERica、聖なな
- ザ・ウィークエンダー・2 妻と愛人 快楽貝くらべ（10月25日、マックス・エー）共演:南ちづる、井川ななこ
- うまなみプレゼンツ 10美人ナース 4時間（10月28日、おかず。（ケイ・エム・プロデュース））うまなみ。作品『美人ナースのSEXファイル』のセルDVD化作品、他出演:菊原まどか、青木美和、星月まゆら、椎名まゆみ、春海あすか、咲もも菜、城崎めぐ 他
- 制服着たままFUCK 2（10月28日、TMA）他出演:秋月杏奈（紅音ほたる）、日高ゆりあ、藤井彩、舞岡結希、柊杏奈、白鳥あきら、白石あや、乃亜、椎名泉
- デジタルコカン ザーメン中出し（11月13日、マルクス兄弟）
- エロネタクイズ国内予選（11月15日、アレックス）共演:甘味いちご、星月まゆら、七海ここな、橘真央、RIRICO、星野つぐみ、吹石恵、森田りこ、みずなあんり
- スレスレ限界モザイク 快感地獄 美女でワキコキ（11月17日、アイエナジー）他出演:西野翔、菅野亜梨沙、上原留華、君嶋もえ、さいとう真央、桜田さくら
- HOTCHOCOLATE 4（11月18日、デジタルアーク）
- 巨乳女狩り 11（11月18日、クリスタル映像）オムニバス作品
- 女子高生中出し教育論 萩原めぐ 18歳（11月20日、全国女子進路指導協会）
- GAL MANIA Vol.2（12月1日、アイデアポケット）オムニバス作品
- アーミーコスロリ（12月1日、ワンズファクトリー）オムニバス作品
- 5周年記念作品 NO.1美女軍団 銀行強盗事件 中出し20連発 知られざる真実（12月4日、アイエナジー）共演:上原留華、紅音ほたる、奈月やよい、綾野みゆき
- 正式引退作品 さよならおっぱいギャル（12月5日、イエロー）※引退作
- スイミングインストラクターのきれいなお姉さんがしてあげる（12月15日、ジェイモデル）
- ギャルコレ!!（素人コギャルオールスターズ!）（12月23日、うまなみ。）他出演:水沢リョウ、柴崎ひとみ、鈴木まお、さくら葵、渚あさみ、雨宮衣織

2006年
- うまなみプレゼンツ 15 ギャルコレ! 4時間（2月17日、おかず。（ケイ・エム・プロデュース））…うまなみ。作品『ギャルコレ!!』のセルDVD化作品、他出演:畑野れん、青木美和、柳瀬遥、神崎優菜、長瀬あずさ、大城ありす、佐々木あい 他
- メグ・チジョ・スタイル（3月31日、デジタルアーク）
- 女子校生監禁凌辱 鬼畜輪姦 61（5月7日、アタッカーズ）共演:雪見ほのか
- 姫いじり3時間（6月25日、サイド・ビー）他出演:片桐美緒、島田香奈、小峰由衣、田中梨子、田中春菜、大原めぐ、山口みのり
- SEXと犯罪と肉欲女（9月22日、マックス・エー）他出演:白鳥るり、麻実ゆうか、南ちづる、井川ななこ
- VERY BEST OF 萩原めぐ 完全版（9月29日、おかず。）※総集編
- うまなみ。プレゼンツ23 女子校生狩り4時間 2（10月20日、おかず。）共演:青木美和 うまなみ。作品『巨乳女子校生狩り 2』のセルDVD化作品 他出演:今野由愛、宮地奈々、芽菜、乾はるか、海老名のぞみ、川村千夏、RIRICO
- ギャルコレ!5（11月17日、うまなみ。（ケイ・エム・プロデュース））他出演:千乃エリカ、瀬名ゆりあ、常夏みかん、春藤舞、熊川まき、松永玲奈

2007年
- うまなみプレゼンツ。 28 ギャルコレ! 4時間 3（2月16日、おかず。（ケイ・エム・プロデュース））…うまなみ。作品『ギャルコレ!5』のセルDVD化作品 他出演:瞳れん、MIMI、進藤理沙、斉藤めぐみ、山咲ちゆり、吉川ゆい、若葉ひな
- Best of Advanced Actresses 〜よく見るあの子は誰？〜（3月8日、SODクリエイト）他出演:ゆりあ、乃亜、天衣みつ、KAEDE、星ありす、君嶋もえ、紅音ほたる、麻生まりも、松野ゆい
- GOKAN CLUB（4月7日、アタッカーズ）他出演:長谷川ちひろ、宮地奈々、雪見ほのか、木下千夏

萩原かなえ名義
- 真中出し巨乳シースルー（2004年11月2日）